# فارس رحومة
فارس رحومة (بالألمانية: Faris Endris Rahoma)‏ ممثل ومذيع وكاتب سيناريو مصري نمساوي، ولد (10 يوليو 1975) في (Weiz : باللغة الألمانية) فايتس، شتايرمارك، النمسا لأب مصري من فاقوس، محافظة الشرقية ولأم نمساوية. سافر والده نبيل رحومة عام (1973) من محافظة الشرقية إلى فايتس، ثم انتقلت العائلة إلى فيينا بعد عام من ولادة فارس. كانت أول مرة يأتي فيها إلى مصر وهو يبلغ عام ونصف. كانت أول لغة نطق بها هي اللغة العربية. كان فارس يأتي مع عائلته كل عام إلى مصر ويقضي شهرفيها. بعد المدرسة الابتدائية زار المدرسة الثانوية (Hernalser Gymnasium Geblergasse : بالألمانية). ترك المدرسة في سن السادسة عشرة لدراسة التمثيل في معهد (Prayner Konservatorium : بالألمانية) في فيينا. وتخرج عام (1995) بدبلوم. كانت بدايته في فيلم (Steig aus deinem Luftballon : بالألمانية) عام (1985) وكان يبلغ ثماني أعوام، ثم قام بدور في مسلسل (Der Leihopa : بالألمانية) عام (1986).

## مسيرته
ظهر لأول مرة في فيلم المصير (فيلم) للمخرج يوسف شاهين عام (1997)، في عام 2008 لعب دور الوليد في السينما السورية المهد من إخراج محمد ملص ثم شارك في بطولة فيلم ليلة في القمر (فيلم) عام (2008) مع المخرج خيري بشارة ليعاود المشاركة معه في مسلسل لعنة كارما (مسلسل) (2018) مع هيفاء وهبي في دور رجل الأعمال عمر.

## وصلات خارجية
- فارس رحومة على موقع IMDb (الإنجليزية)
- فارس رحومة على موقع قاعدة بيانات الأفلام العربية
- فارس رحومة على موقع قاعدة بيانات الفيلم (الإنجليزية)